# Larca guadalupensis
Espèce
Synonymes
- Archeolarca guadalupensis Muchmore, 1981

Larca guadalupensis est une espèce de pseudoscorpions de la famille des Larcidae.

## Distribution
Cette espèce est endémique du Texas aux États-Unis. Elle se rencontre dans le comté de Culberson dans la grotte Lower Sloth Cave.

## Description
La femelle holotype mesure 2,71 mm et le mâle paratype 2,51 mm.

## Systématique et taxinomie
Cette espèce a été décrite sous le protonyme Archeolarca guadalupensis par Muchmore en 1981. Elle est placée dans le genre Larca par Harvey et Wynne en 2014.

## Étymologie
Son nom d'espèce, composé de guadalup[e] et du suffixe latin -ensis, « qui vit dans, qui habite », lui a été donné en référence au lieu de sa découverte, les montagnes Guadalupe.

## Publication originale
- Muchmore, 1981 : Cavernicolous species of Larca, Archeolarca, and Pseudogarypus with notes on the genera, (Pseudoscorpionida, Garypidae and Pseudogarypidae). Journal of Arachnology, vol. 9, no 1, p. 47-60 (texte intégral).